# 山口真未
山口 真未（やまぐち まみ、1991年12月12日 - ）は、茨城県古河市出身の元女子競輪選手。現役時代は日本競輪選手会静岡支部所属、ホームバンクは日本サイクルスポーツセンター。日本競輪選手養成所（以下、養成所）第120期生。師匠は落合達彦（96期）。

## 経歴
中学時代から陸上競技に打ち込み、2006年全国中学校体育大会四種競技で6位に入賞。その後取手聖徳女子高を経て、茨城大学では日本学生陸上競技対校選手権大会七種競技8位などの実績を残した。筑波大学大学院修了後も陸上競技を続けていたが、アキレス腱断裂を機に自転車競技へ転向した。
日本サイクルスポーツセンターで勤務の傍ら、2020年1月16日、養成所第120回技能試験に合格。120期としては最年長であり、養成所在所中は自治会長として120期候補生をまとめ上げただけでなく、第3回記録会では500mタイムトライアルで養成所新記録を樹立（その後酒井亜樹が更新）。競走成績は4位（14勝）。卒業記念レースは3着。
2021年5月1日、静岡競輪場での新人戦「競輪ルーキーシリーズ」でデビューし1着、デビュー戦で初勝利を挙げた。初優勝は6月6日の和歌山競輪場での新人戦。
2022年2月2日、大宮FIIで本格デビュー後初優勝。
デビュー後はコンスタントに決勝に乗るなど安定して活躍していたが、2024年11月22日、自身のXで、同年限りでの現役引退を表明。自身は「競輪選手は2024年まで」と養成所を受験する際に決めていた、とのことで、同年12月12日からの地元・静岡FIをラストレースとし、同開催では完全優勝を果たした。
2025年1月17日、選手登録消除。通算戦績は261戦80勝、優勝14回。
引退後は、大学院でスポーツの研究をする予定。